# Гриб-зонтик изящный
Гриб-зо́нтик изя́щный, или то́нкий (лат. Macrolepiota gracilenta) — съедобный гриб семейства Шампиньоновые.

## Описание
Шляпка диаметром 5—10 (15) см, тонкомясистая, вначале яйцевидная или колокольчатая, затем от ширококонической до полураспростёртой и плоской, в центре имеется прижатый светло-коричневый бугорок. Край тонкий, подвёрнутый, позже часто растрескивается. Кожица беловатая, растрескивается, покрыта желтоватыми или охристыми прижатыми чешуйками.
Мякоть шляпки чисто-белая, на срезе не изменяется, с приятным запахом и вкусом.
Ножка высотой 10—15 см, диаметром 0,8—2 см, цилиндрическая, в основании с булавовидным расширением, иногда слабо изогнутая, полая. Поверхность ножки беловатая, позже светло-коричневая, покрыта мелкими прижатыми желтоватыми или коричневатыми чешуйками.
Пластинки свободные, с коллариумом, белые или песочного цвета, частые, с ровным краем.
Остатки покрывала: кольцо белое, простое, широкое, подвижное, снизу с хлопьевидным налётом, слегка бахромчатое; вольва отсутствует.
Споровый порошок белый.
Микроскопические признаки
Споры бесцветные, гладкие, эллипсоидные, 10—13×7—8 мкм, псевдоамилоидные, метахроматичные, с порой прорастания, содержат одну или несколько флуоресцирующих капель.
Трама пластинок правильная.
Базидии булавовидные, четырёхспоровые, 30—50×10 мкм, стеригмы длиной 3,5—4 мкм.
Хейлоцистиды бутылчатые или булавовидные, тонкостенные, бесцветные, 30—35×12—15 мкм.
Цветовые химические реакции:
реакция пластинок с α-нафтолом — отрицательная; мякоти с анилином и с гваяколом — отрицательная.

## Экологияи распространение
Растёт на почве с травянистым покровом на лесных полянах, опушках, лугах и других открытых местах, чаще в хвойных, лиственных и смешанных лесах. Вырастает отдельными экземплярами или группами. Распространён в Европе от Британских островов до России (известен в Московской области) кроме Скандинавского полуострова, Балкан, Белоруссии, а также в  Закавказье (в Армении), в Азии (Западная Сибирь — Алтайский край, Приморский край), Северной Америке (США, Мексика), Австралии и Африке (Конго).
Сезон: август — октябрь.

## Сходные виды
Съедобные:
- Гриб-зонтик пёстрый (Macrolepiota procera) значительно больше размерами.
- Гриб-зонтик белый (Macrolepiota excoriata) с более мясистой шляпкой, бугорок не заострённый.
- Гриб-зонтик Конрада (Macrolepiota konradii) с коричневой кожицей, которая не покрывает полностью шляпку и звездообразно растрескивается.
- Гриб-зонтик сосцевидный (Macrolepiota mastoidea) надёжно отличается только по микроскопическим признакам.